# Feliz Lusitânia
Feliz Lusitânia (região inicialmente chamada de Mairi), atual Conjunto arquitetônico e paisagístico Feliz Lusitânia, ou Complexo Turístico Feliz Lusitânia, é o centro-histórico da cidade brasileira de Belém, foi inicialmente criado como um povoado colonial português e também município brasileiro em janeiro de criado de 1616 chamado "Santa Maria de Belém do Pará", pelo capitão Francisco Caldeira Castelo Branco (a mando do rei da União Ibérica Dom Manuel) na então Conquista do Pará (ou Império das Amazonas), na época da província ultramarina do Brasil Colônia (1500-1815, na época da América Portuguesa), originando o atual município paraense de Belém do Pará. Esta região evoluiu a partir de 1639 com a criação das primeiras ruas que posteriormente virou o bairro Cidade.
Atualmente é o centro histórico deste município situado no bairro da Cidade Velha, uma região portuária e turística restaurada em 2002 pelo Governo do Estado do Pará, quando o município passava por um processo de decadência urbana histórica devido a verticalização predial.
O complexo é um grupo de monumentos e edificações portuguesas dos séculos XVII e XVIII tombado como patrimônio pelo IPHAN (Instituto do Patrimônio Histórico e Artístico Nacional) como um conjunto turístico, arquitetônico e paisagístico, que abriga as seguintes pontos: Forte do Presépio, praça Dom Frei Caetano Brandão, a Casa das 11 Janelas, a Igreja de Santo Alexandre, e a Igreja da Sé (Catedral Metropolitana de Belém).

## História

### O fortim e o município
O povoado de Feliz Lusitânia e município foram criados no território tupinambá Mairi (atuais estados brasileiros do Amapá, Pará e, Maranhão), na foz do igarapé do Piry (ou Bixios do Pirizal) às margens da Baía do Guajará, onde residiam os índios Tupinambás e Pacajás (um entreposto comercial do cacicado marajoara). Quando o capitão Francisco Castelo Branco, a mando do rei da União Ibérica (durante a Dinastia Filipina Dom Manuel) foi enviado, para defender a Amazônia dos estrangeiros, que disputavam o território das drogas do sertão, e colonizar o Império das Amazonas. Assim, em 12 de janeiro de 1616, fundou um fortim paliçado com a parede em taipa de pilão então denominado Forte do Presépio (atual Forte do Castelo) iniciando um povoado portugues e também um município brasileiro, promovendo a colonização do "Império das Amazonas".

### Batalhas
A fundação de Feliz Lusitânia iniciou um período de batalhas contra os estrangeiros (holandeses, ingleses, franceses) no processo de assegurar o domínio da região e contra os habitantes iniciais da região, em um processo de colonização e escravização tentando implantar um modelo econômico baseado na exploração do trabalho indígena e dos recursos primários. Resultando na Revolta Tupinambá, que em janeiro de 1619  tomaram o Forte do Castelo, mas Gaspar Cardoso mudou o curso da guerra ao matar o cacique-guerreiro Guamiaba Tupinambá, resultando em suspensão dos ataques para realização do funeral.
Outras revoltas indígenas ocorreram até julho de 1621, quando em 1639 Bento Maciel Parente, sargento-mor da capitania do Cabo Norte, investiu sobre a aldeia dos índios Tapajós, dizimando-os e dominando a Conquista do Pará. Com a vitória foi nomeado Capitão-Mor do Grão-Pará, a Conquista foi transformada na então Capitania do Grão-Pará (junto a criação do Estado do Maranhão, com sede em São Luiz). Então foram criadas as primeiras ruas da região, originando o histórico bairro da Cidade Velha.

### Abertura das ruas
A primeira rua inicia no fortim Forte do Presépio, foi chamada rua do Norte, sendo rebatizada como rua Siqueira Mendes, em homenagem ao padre jornalista paraense José de Siqueira Mendes (senador imperial).
A segunda rua foi chamada rua Espirito Santos, rebatizada como rua Doutor Assis em homenagem ao médico jornalista paraense Joaquim José de Assis (fundador do jornal A Província do Pará).
A terceira rua foi chamada rua dos Cavaleiros, sendo rebatizada como rua Doutor Malcher em homenagem ao médico e ex-intendente da capital José da Gama Malcher.
A quarta rua criada foi chamada de rua São João, rebatizada como rua João Diogo em homenagem ao político João Diogo Clemente.

## Áreas do complexo
Este complexo é composto por:
- Forte do Castelo;
- Palacete das Onze Janelas;

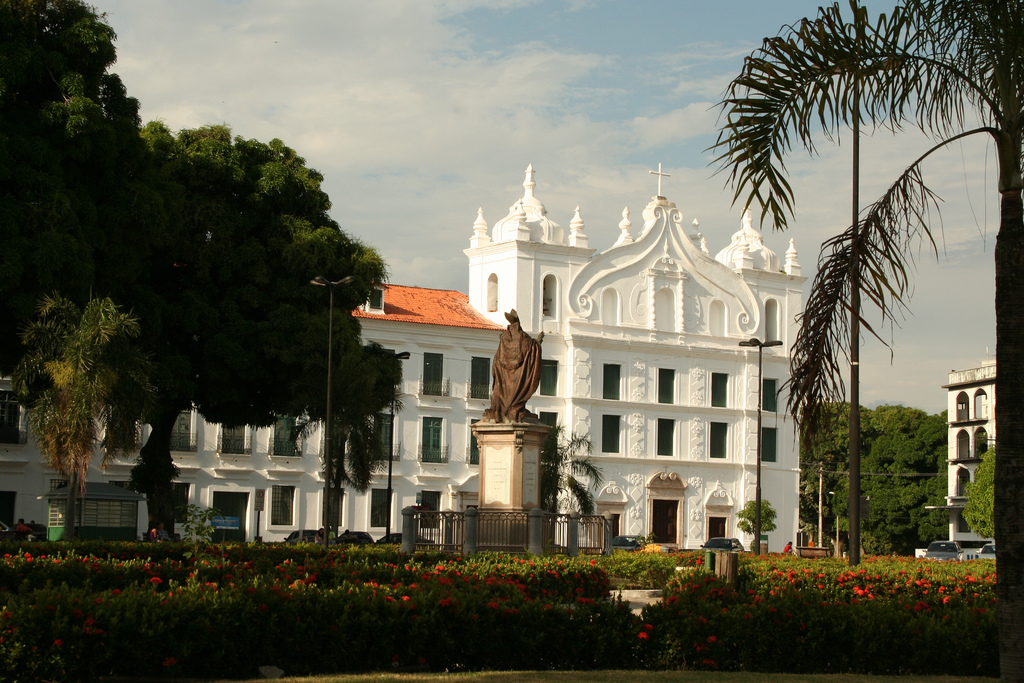
Vista do Museu de Artes Sacras e Igreja de Santo Alexandre.

- Igreja de Santo Alexandre/Museu de Arte Sacra (antigo Palácio Episcopal);
- Catedral Metropolitana de Belém, e;
- Ladeira do Castelo/Rua Norte (atual rua Siqueira Mendes).[24]
- Museu do Círio
- Palácio Lauro Sodré/Museu do Estado do Pará (MEP)
- Palácio Antônio Lemos/Museu de Arte de Belém ( MAB)

### Forte do Presépio
Berço da cidade foi construído por Castelo Branco em 1616 para proteger a Amazônia dos invasores holandeses e franceses. Possui um museu cujo acervo conta com peças de cerâmica marajoara e tapajônica anteriores a chegada dos portugueses. O forte guarda intacto os canhões originais.

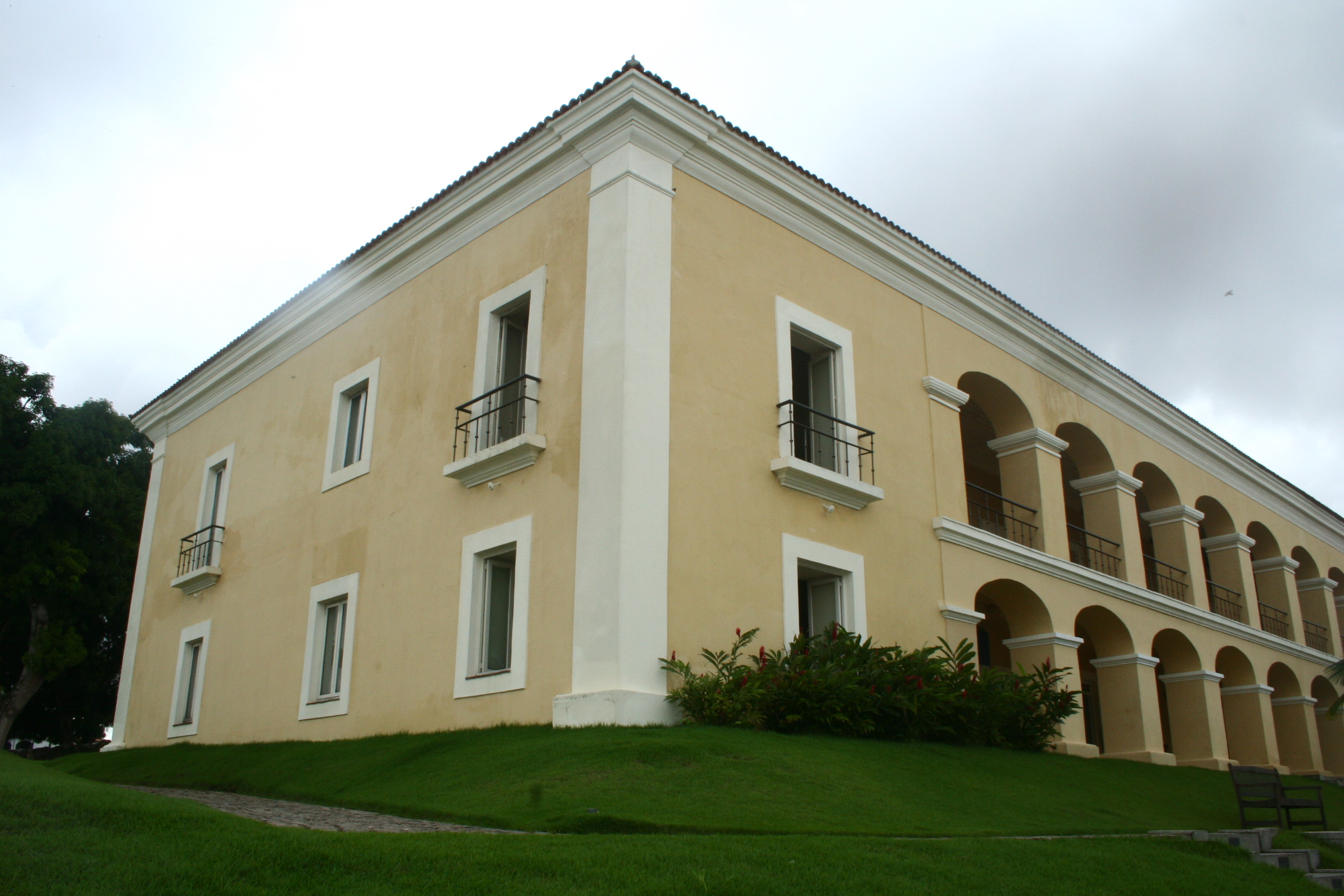
Palacete das Onze Janelas

### Praça Dom Frei Caetano
Foi concluída em 1900, também é conhecida como Largo da Sé. É o ponto de partida para passeios turísticos no centro histórico, a praça possui um monumento de bronze dedicado ao Bispo Caetano Brandão.

### Palacete das Onze Janelas
Importante marco urbanístico em Belém erguido no século XVIII, por Domingos da Costa Barcelar, um rico senhor do engenho. Em 1768, foi convertida em hospital militar pelo governo do Grão-Pará. A casa teve funções militares entre 1870 até 2001, quando foi comprada pelo governo estadual para servir como ponto turístico da capital.

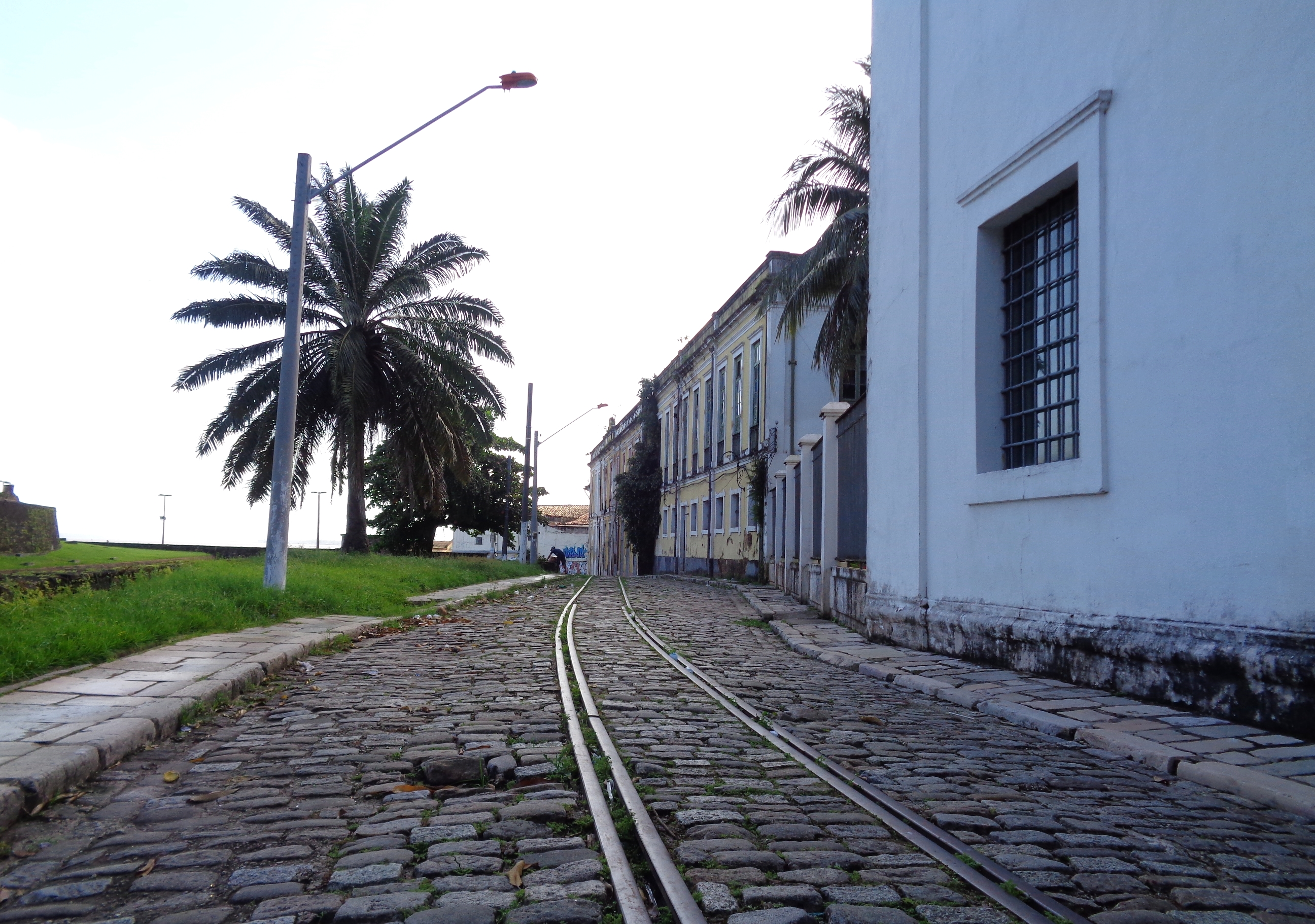
Antiga rua Ladeira do Castelo ou Rua do Norte, atual rua Siqueir aMendes

### Museu de Arte Sacra
Arquitetada em estilo barroco Amazônico, a versão atual foi concluída em 1719, seu convento é o complexo jesuíta mais importante do Brasil, foi recentemente restaurada para receber o Museu de Arte Sacra.
O Museu de Arte Sacra é composto pela Igreja de Santo Alexandre e pelo Palácio Episcopal (antigo Colégio de Santo Alexandre). A igreja é um exemplar da arquitetura jesuítica no Brasil, teve o início da sua construção por volta de 1698 e inauguração a 21 de março de 1719, também funciona como espaço cênico-musical para espetáculos teatrais e recitais, além de ser objeto museal.

### Catedral Metropolitana de Belém
Teve o início da sua construção por volta de 1748 sendo totalmente concluída em 1782 por Antônio Landi após algumas interrupções. Seu altar foi doado pelo papa Pio XI, a igreja suntuosa possui 28 candelabros ingleses de bronze e dez altares laterais com belíssimos quadros.

### Ladeira do Castelo
A primeira rua de Belém, na verdade, é a Rua Siqueira Mendes, antiga Rua do Norte (Ernesto CRUZ, História de Belém, Belém, Ed. UFPA, 1968, 2 v.) Há casos em que a Ladeira do Castelo costuma ser registrada como a primeira rua da cidade de Belém, localizado ao lado do Forte do Presépio, ligando a Praça da Sé a Feira do Açaí. Na verdade, o traçado Norte/Sul; Leste/Oeste das "cidades novas" portuguesas reforça o registro da historiografia regional sobre o pioneirismo da Rua Siqueira Mendes/Rua do Norte, inclusive pela ligação do Largo da Sé (atual Praça Frei Caetano Brandão) com o Largo do Carmo.

## Gentrificação
Assim como os demais projetos atrelados ao problema da gentrificação (construção de novos edifícios valorizando a região e afetando a população de baixa renda local), como a Estação das Docas e Mangal das Garças, são tidos como enclaves na paisagem, devido não articularem com a comunidade ao seu entorno (de classe baixa), podendo gerar processos de segregação sócio-espacial, tornando-se projetos classistas e elitistas. Em tais espaços as populações do entorno não se vê inserida no projeto e não consegue consumi-lo em sua totalidade, dado o seu caráter excludente da dinâmica capitalista.

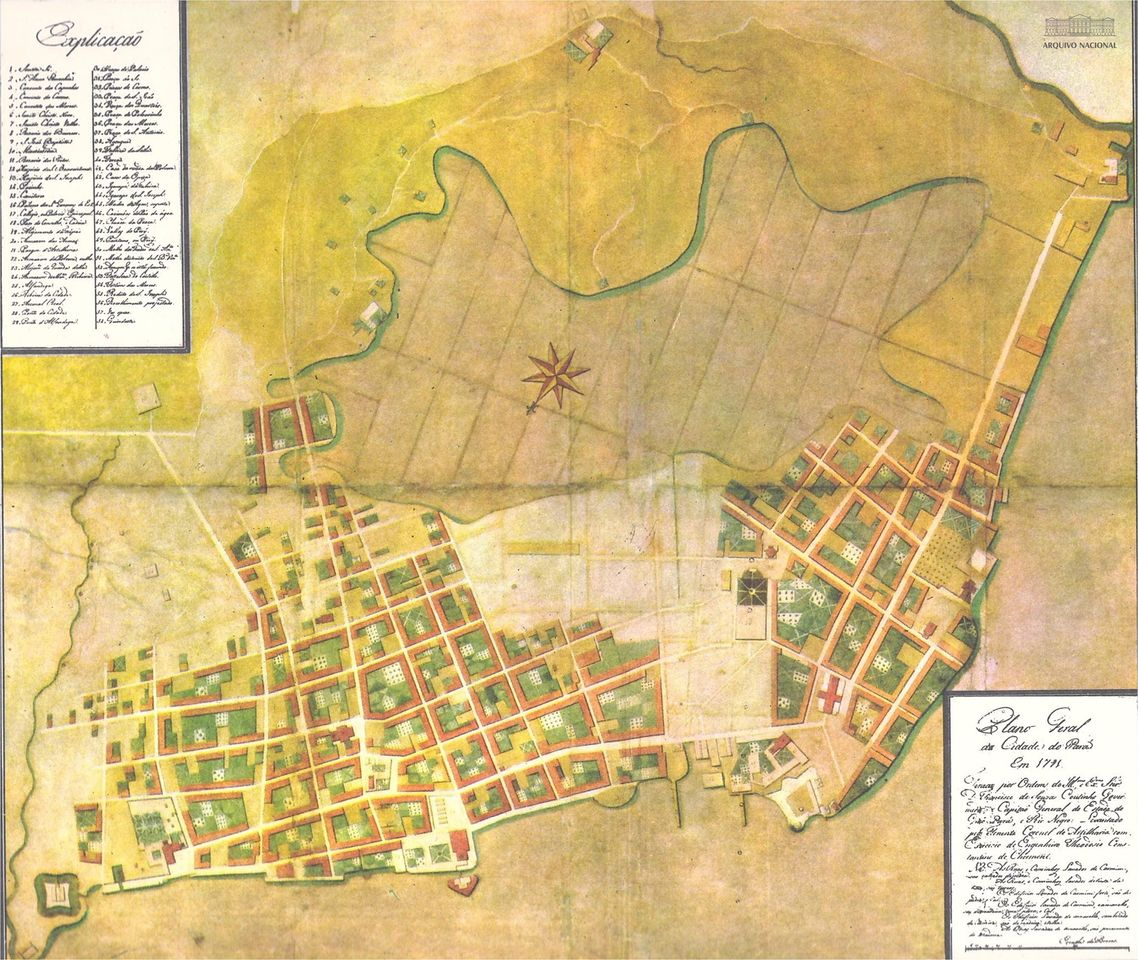
Mapa da cidade de Belém na década de 1791, apresentando os bairros da Cidade e da Campina.